# Ореховица (Закарпатская область)
Ореховица (укр. Оріховиця) — село в Оноковской сельской общине Ужгородского района Закарпатской области Украины.
Население по переписи 2001 года составляло 604 человека. Почтовый индекс — 89413. Занимает площадь 3,2 км².